# Wittersheim
Wittersheim település Franciaországban, Bas-Rhin megyében. Lakosainak száma 728 fő (2022. január 1.). Wittersheim Berstheim, Hochstett, Huttendorf, Minversheim, Mommenheim és Ohlungen községekkel határos.

## Népesség
A település népessége az elmúlt években az alábbi módon változott:
| Lakosok száma | 599  | 627  | 650  | 661  | 666  | 671  | 691  | 710  | 728  |
|               | 2013 | 2015 | 2016 | 2017 | 2018 | 2019 | 2020 | 2021 | 2022 |